# 5 юни
5 юни е 156-ият ден в годината според григорианския календар (157-и през високосна година). Остават 209 дни до края на годината.

## Събития
- 70 г. – Тит Флавий Веспасиан и предвожданите от него римски легиони пробиват средната стена на Йерусалим в Обсадата на Йерусалим.
- 1305 г. – Бертран де Го е избран за папа под името Климент V.
- 1817 г. – Фронтенак става първият параход пуснат на вода в Големите езера.
- 1849 г. – Дания става конституционна монархия с подписването на нова конституция.
- 1851 г. – Романът Чичо Томовата колиба на Хариет Бичър Стоу започва да се публикува в подлистник във вестник Национална ера.
- 1864 г. – Американска гражданска война: Битката за Пиемонт завършва с победа на войските на генерал Дейвид Хънтър от Севера над войските на конфедератите от Юга. Битката се води при Пиемонт във Вирджиния. Близо 1000 души са пленени.
- 1866 г. – Според изчисленията, планетата Плутон е достигнала своя най-голям афелий; следващият афелий ще бъде достигнат през август 2113 г.
- 1873 г. – Основан е град Кимбърли в Република Южна Африка.
- 1900 г. – Британски войници превземат Претория по време на Втората бурска война.
- 1904 г. – Основан е парагвайският футболен Клуб Насионал.
- 1915 г. – Нанесени са поправки в конституцията на Дания, които дават избирателни права на жените.
- 1942 г. – Втора световна война: САЩ обявяват война на Царство България в отговор на обявената символична война на САЩ.
- 1942 г. – Втора световна война: При Битката при Мидуей е потопен японският самолетоносач „Акаги“.
- 1944 г. – Втора световна война: Над 1000 британски бомбардировача пускат 5000 тона бомби по германски артилерийски батареи на брега на Нормандия при подготовката за десанта от 6 юни 1944 г.
- 1947 г. – План Маршал: По време на реч в Харвардския университет държавният секретар на САЩ Джордж Маршал призовава за оказване на икономическа помощ на следвоенна Европа.
- 1963 г. – Британският военен министър Джон Профюмо подава оставка заради сексуален скандал.
- 1967 г. – Започва Шестдневната война с атаката на израелските военновъздушни сили срещу цели в Египет, Йордания и Сирия.
- 1968 г. – Американският кандидат-президент Робърт Кенеди е смъртоносно прострелян в хотел „Амбасадор“ в Лос Анджелис от палестински емигрант и умира на следващия ден.
- 1975 г. – Суецкият канал отваря за първи път след Шестдневната война.
- 1977 г. – Извършва се военен преврат в Сейшели.
- 1984 г. – Министър-председателят на Индия Индира Ганди дава нареждане за нападение над Златния храм, свещеното място на сикхите.
- 2004 г. – Антоанета Стефанова става световна шампионка по шахмат за жени.
- 2006 г. – Сърбия обявява независимост от конфедерацията Сърбия и Черна гора.
- 2017 г. – Черна гора става член на НАТО.

## Родени
- 1656 г. – Жозеф Питон дьо Турнфор, френски ботаник († 1708 г.)
- 1723 г. – Адам Смит, шотландски икономист и философ, основоположник на икономиката († 1790 г.)
- 1787 г. – Пиер Жан Жорж Кабанис, френски философ († 1808 г.)
- 1878 г. – Панчо Виля, мексикански революционер († 1923 г.)
- 1883 г. – Джон Мейнард Кейнс, английски икономист и учен († 1946 г.)
- 1898 г. – Федерико Гарсия Лорка, испански поет († 1936 г.)
- 1900 г. – Денис Габор, унгаро-английски физик, Нобелов лауреат († 1979 г.)
- 1904 г. – Любен Димитров, български скулптор и художник († 2000 г.)
- 1905 г. – Михаил Венедиков, български геодезист († 1973 г.)
- 1914 г. – Роуз Хил, английска актриса († 2003 г.)
- 1927 г. – Калина Тасева, българска художничка († 2022 г.)
- 1928 г. – Тони Ричардсън, британски режисьор († 1991 г.)
- 1937 г. – Елен Сиксу, френска писателка
- 1941 г. – Бойко Димитров, български политик († 2025 г.)
- 1941 г. – Едуард Олтман, американски икономист
- 1946 г. – Патрик Хед, британски бизнесмен, технически директор от Формула 1 и съсобственик на отбор Уилямс
- 1946 г. – Стефания Сандрели, италианска актриса
- 1951 г. – Силвио Лонгобуко, италиански футболист († 2022 г.)
- 1952 г. – Нико Макбрейн, американски музикант (Iron Maiden)
- 1954 г. – Бедиа Енер, турска киноактриса
- 1956 г. – Кени Джи, американски саксофонист
- 1957 г. – Томас Клинг, германски поет († 2005 г.)
- 1957 г. – Емил Кюлев, български банкер († 2005 г.)
- 1960 г. – Петя Александрова, български кинокритик
- 1964 г. – Рик Риърдън, американски писател
- 1968 г. – Рихард Голц, германски футболен вратар
- 1969 г. – Брайън Макнайт, американски певец и продуцент
- 1971 г. – Марк Уолбърг, американски актьор
- 1973 г. – Ивелин Първанов, български писател и политик
- 1974 г. – Жоао Брито, португалски футболист
- 1974 г. – Чад Алън, американски актьор
- 1975 г. – Борислав Чучков, български сценарист
- 1979 г. – Пийт Уентз, американски музикант
- 1985 г. – Рубен де ла Ред, испански футболист
- 1990 г. – Секу Олисе, либерийски футболист
- 1995 г. – Трой Сиван, австралийски актьор, певец и влогър от южноафрикански произход
- 1998 г. – Юлия Липницкая, руска фигуристка

## Починали
- 754 г. – Бонифаций, английски мисионер (* ок. 672)
- 1316 г. – Луи X, крал на Франция (* 1289 г.)
- 1383 г. – Дмитрий III, велик княз на Владимирско-Суздалското княжество (* 1324 г.)
- 1568 г. – Ламорал Егмонт, фламандски благородник (* 1522 г.)
- 1722 г. – Йохан Кунау, германски композитор (* 1660 г.)
- 1816 г. – Джовани Паизиело, италиански композитор (* 1740 г.)
- 1826 г. – Карл Мария фон Вебер, германски композитор (* 1786 г.)
- 1894 г. – Жул-Леон Дютрей дьо Рен, френски изследовател и географ (* 1846 г.)
- 1900 г. – Стивън Крейн, американски писател (* 1871 г.)
- 1910 г. – О. Хенри, американски писател (* 1862 г.)
- 1912 г. – Костадин Голев, български революционер (* 1877 г.)
- 1930 г. – Жул Паскин, български художник (* 1885 г.)
- 1945 г. – Густав Фен, германски офицер (* 1892 г.)
- 1947 г. – Карл Богданович, руско-полски изследовател (* 1864 г.)
- 1953 г. – Бил Тилдън, американски тенисист (* 1893 г.)
- 1964 г. – Ангел Държански, български политик (* 1895 г.)
- 1975 г. – Паул Керес, естонски шахматист (* 1916 г.)
- 1991 г. – Оскар Аудьорш, германски офицер (* 1898 г.)
- 2001 г. – Симон Бенмуса, френски драматург и писател (* 1931 г.)
- 2004 г. – Роналд Рейгън, 40-и президент на САЩ (* 1911 г.)
- 2012 г. – Рей Бредбъри, американски писател (* 1920 г.)
- 2016 г. – Джеръм Брунър, американски психолог (* 1915 г.)

## Празници
- ООН – Световен ден на околната среда (отбелязва се от 1973 г. по решение на ООН)
- Дания – Ден на конституцията (1848 г., национален празник)